# Дизайн-манифест
Дизайн-манифест (англ. design-manifest) — предварительное описание характеристик проекта, архитектуры и базового набора шаблонов проектирования, без привязки к конкретным технологиям и платформам.
В общем случае дизайн-манифест предотвращает появление ошибок при составлении технического задания и на этапах разработки и сопровождения программного продукта.
Главное в манифесте — это его краткость.
Одна-две страницы — все, чего достаточно для чтения команде.
При использовании гибкой методологии разработки является «дорожной картой» проекта, носящей рекомендательный характер для разработчиков и справочный — для потребителей продукта.